# Sergio Torales
Sergio Martín Torales (Asunción, 11 de abril de 1982) es un futbolista paraguayo. Juega de defensa central y su actual equipo es el Racing de Córdoba del Torneo Argentino A, campeonato de tercera división. 

## Trayectoria
Se inició en las divisiones inferiores del club Presidente Hayes, equipo con el que debutó en Primera División en el 2000 y en el que se mantuvo hasta el 2003. Luego jugó seis meses en el General Caballero Sport Club. En el segundo semestre del 2004 firmó por el Sportivo Trinidense, equipo donde jugó por tres temporadas y fue capitán. Posteriormente pasó al Sportivo 2 de Mayo de Pedro Juan Caballero.
En el 2009 viajó al Perú para jugar por el recién ascendido Sport Huancayo, club con el que obtuvo la clasificación para la Copa Sudamericana 2010, jugando 36 partidos y anotando un gol. Al año siguiente fue contratado por el Potros Neza, equipo filial del Atlante de México.

## Clubes
| Club                | País      | Año       |
| ------------------- | --------- | --------- |
| Presidente Hayes    | Paraguay  | 2000-2003 |
| General Caballero   | Paraguay  | 2004      |
| Sportivo Trinidense | Paraguay  | 2004-2007 |
| 2 de Mayo           | Paraguay  | 2008      |
| Sport Huancayo      | Perú      | 2009      |
| Potros Neza         | México    | 2010      |
| Sportivo Trinidense | Paraguay  | 2011      |
| Racing de Córdoba   | Argentina | 2011-     |